# Khagendra Thapa Magar
Khagendra Thapa Magar (en nepalí खगेन्द्र थापामगर, Baglung, 4 de octubre de 1992-Pokhara; 17 de enero de 2020) fue un ciudadano nepalí, conocido por ser el hombre más pequeño del mundo, el cual padecía enanismo primordial. 
Con una altura de 67 centímetros, se le otorgó el título del hombre más bajo del mundo el 14 de octubre de 2010, en su 18.º cumpleaños, relegando al colombiano Edward Niño Hernández, de 70 centímetros. En 2011, el registro del hombre vivo más pequeño a nivel mundial pasó al filipino Junrey Balawing, de solo 60 centímetros. Dado que Junray no puede caminar debido a la constitución de sus rodillas, Khagendra se quedó con el título del hombre con movilidad más pequeño. Tras su fallecimiento en 2020, Niño Hernández recuperó este reconocimiento.

## Biografía
Al nacer solo pesaba 600 gramos.
En mayo de 2008 apareció en el documental The World's Smallest Man and Me, de British Channel 4, presentado por Mark Dolan.
Fue la imagen de la campaña de turismo promovida por Nepal.
Murió a los 27 años de edad  el 17 de enero de 2020 en el hospital de Pokhara a consecuencia de las complicaciones de corazón derivadas de una neumonía.